# سباق الدراجات الجبلية

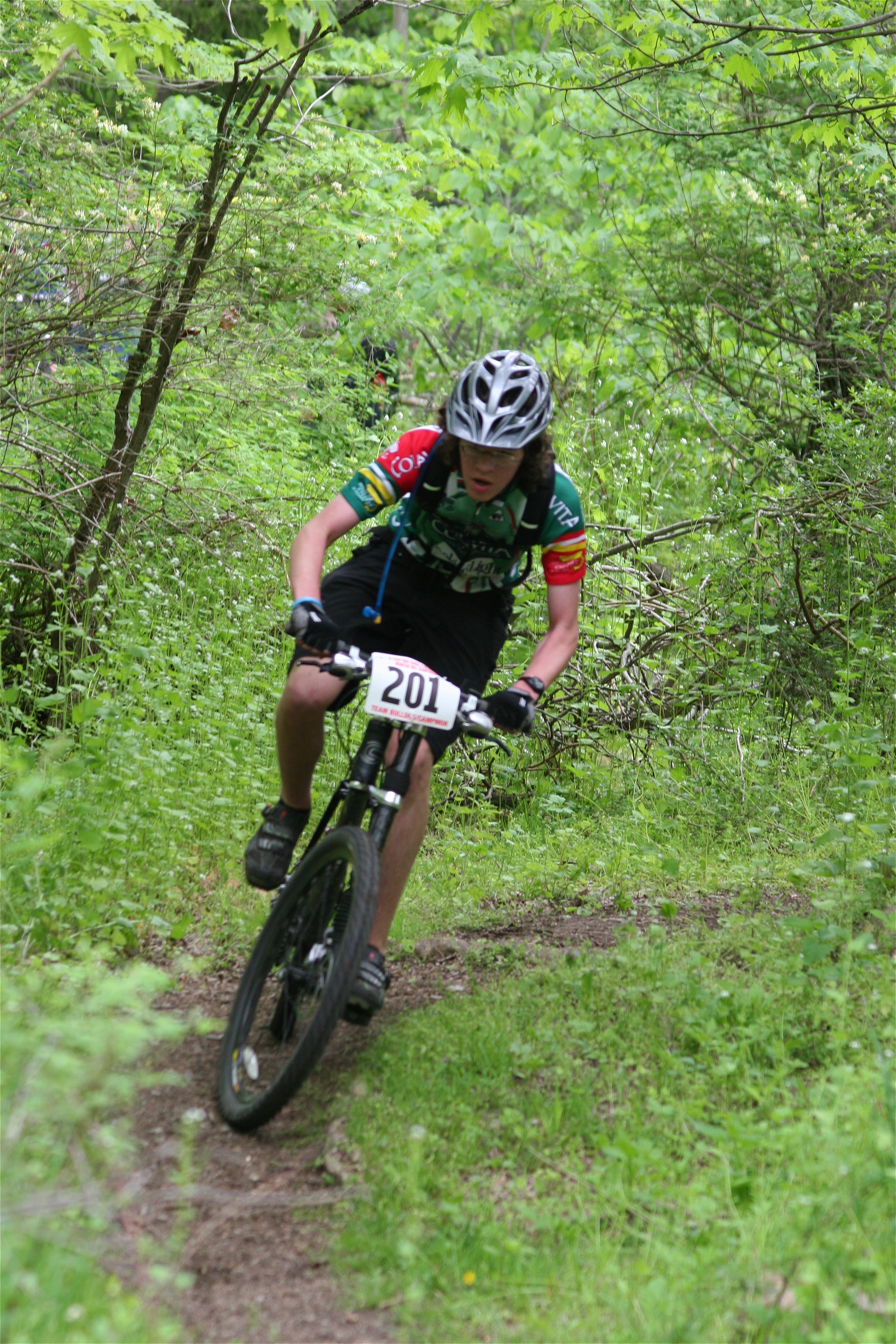

سباق الدراجات الجبلية هو سباق دراجات هوائية يقام خارج الطريق على تضاريس وعرة. معترف به من قبل الاتحاد الدولي للدراجات منذ سنة 1990 حيث تمت إقامة بطولة العالم في كولورادو. جرت أول سلسلة لكأس العالم لركوب الدراجات الجبلية في عام 1991 بتسعة سباق غطت قارتين هما أوروبا وأمريكا الشمالية.